# Kenny Hickey
Pour les articles homonymes, voir Hickey.
Kenny Hickey est un guitariste américain né le 22 mai 1966 à New York.
Il est un des membres fondateurs du groupe de doom/gothic Type O Negative. Il est également chanteur du groupe Seventh Void, et guitariste de Danzig depuis 2006. 
Connu pour ses riffs lourds, celui-ci était avant tout le guitariste soliste ainsi que rythmique de Type O Negative.  
Par ailleurs, celui-ci était aussi le deuxième chanteur du groupe lors de certaines musiques. 